# 劉沈
劉 沈（りゅう しん、? - 304年）は、中国西晋時代の将軍。字は道真。本貫は燕国薊県。父は劉岱。

## 生涯
家系は代々北方の名族であったという。幼い頃に州郡に仕官し、博学で古の事績を好んだ。また、儒学を尊んで賢人を愛したという。
太熙元年（290年）頃、太保衛瓘に招かれて掾となり、本貫である燕国の大中正を兼務した。
広陽出身の霍原は志が高く清廉である事で評判であり、劉沈の父である劉岱はこれを取り立てようと思ったが、果たす前に亡くなった。劉沈は父の意思を継ぎ、霍原を二品に昇格させた。当時の司徒はこれを認めなかったが、劉沈が上表してこの理を申し述べると、最終的に中書監張華の上表により容れられた。張華が冤罪で陥れられた時、劉沈はこれの弁明に当たった。いずれの論旨も明峻であった事から、当時の人は彼を称賛した。
永寧元年（301年）、斉王司馬冏が政治を補佐するようになると、招聘を受けて左長史となり、さらに侍中に昇進した。同年、李特・李流が蜀の地で反乱を起こすと、劉沈は侍中のままで仮節を与えられ、益州刺史羅尚・梁州刺史許雄らを統率して討伐に当たるよう詔が下された。兵を発して長安に入ると、河間王司馬顒は劉沈を留まらせて軍司とし、代わりに席薳を益州に派遣した。後に雍州刺史を兼任した。
太安2年（303年）、張昌が江夏で反乱を起こすと、劉沈は州兵1万人と征西府の兵5千人を率いて藍田関から張昌討伐に赴かせるよう詔が下されたが、司馬顒はこれを拒絶した。劉沈は自らの意思で州兵を率いて藍田に進んだが、司馬顒は劉沈の兵を無理矢理奪ってこれを阻止した。後に長沙王司馬乂の命により、劉沈は武官400人を率いて雍州へ帰還した。
8月、司馬顒が司馬乂討伐を掲げて挙兵すると、都督張方は精兵7万を率いて函谷関から洛陽に進撃した、11月、司馬王瑚・驃騎主簿祖逖は司馬乂へ「雍州刺史劉沈は忠義に篤く、勇敢で決断力が有ります。雍州の兵を使えば河間を牽制できるでしょう。劉沈に兵を与えて長安の司馬顒を攻撃させれば、必ずや張方を撤退させて救援に当たらせるでしょう」と勧めると、司馬乂はこれに従った。詔が下されると、劉沈はこれに忠実に従い、雍州郡県に檄文を発して諸郡から兵を集めた。そして、7郡の兵士や塢壁の甲士1万人余りを率い、安定郡太守衛博・新平郡太守張光・安定功曹皇甫澹を先鋒として長安へ進軍した。
永安元年（304年）1月、司馬顒は鄭県の高平亭に駐屯して張方軍の後援となっていたが、劉沈挙兵の報を聞くと、渭城に帰還して守備を固めた。さらに、督護虞夔に歩騎兵1万人余りを与えると、好畤に進ませて劉沈を迎撃させた。劉沈は新平から兵を進めてこれを撃破すると、司馬顒は大いに恐れて長安に退却し、張方を急いで洛陽から呼び戻した。
劉沈は渭水を渡ると砦を築き、司馬顒が派遣してきた軍を幾度も破った。劉沈は勝利に乗じて攻勢に出ると、皇甫澹・衛博に精鋭兵五千を率いて長安門から侵入させた。彼らは奮戦して司馬顒の本陣まで迫ったが、劉沈の本隊が予定通りに到着できず、司馬顒軍は皇甫澹らに後軍が無い事を悟って士気は倍増した。馮翊太守張輔は兵を率いて司馬顒を救援し、側面から皇甫澹らを攻撃した。府門にて激戦が繰り広げられ、衛博とその子らは討ち死にし、皇甫澹は生け捕られた。司馬顒は皇甫澹の勇壮さを惜しんで助命しようとしたが、皇甫澹は屈服しなかったので処刑した。劉沈軍は敗北すると、敗残兵を率いて軍営に撤退した。
洛陽から転身して来た張方が配下の敦偉を派遣して軍営を夜襲させると、劉沈軍は対応出来ずに壊滅した。劉沈は側近100人余りと共に南へ逃走したが、陳倉県令に捕縛された。劉沈は司馬顒と相対すると「知己の恩顧と三節（父・師・君）は比べるまでもない。ましてや、君主の詔に反し、その勢いの強弱を推し量ってまで我が身を全うしようなどとは思わぬ。袂を振り払って決起した日から、命を捨てる事は覚悟している。葅醢（殺害して肉を塩漬けにする刑）を受けたとしても、薺のように甘いであろう」と語った。その言葉は悲憤で溢れており、見た者は哀れんだという。司馬顒は激怒して劉沈を鞭打ち、腰斬の刑に処した。識者は司馬顒が皇帝に刃向かって忠義の士を害したことから、その滅亡が近いことを悟ったという。

## 伝記資料
- 『晋書』巻89　列伝59　　巻94　列伝64
- 『資治通鑑』巻85